# David Gurieli
David Gurieli (David Mamievitch) fou l'últim mtavari de Gúria del 1826 al 1829. Va néixer el 1815 i va rebre càrrecs a l'exèrcit rus. A la mort del seu pare Mamia V Gurieli, el 1826, el va succeir sota regència de la mare Sofia Tzulukidze (Sofia Giorgievna). El 1829 la mare es va posar al costat del turcs en la guerra contra Rússia, la qual va annexar Gúria el 2 de setembre de 1829, en contra de l'establert pel tractat de protectorat. Va morir assassinat a Akhulgo, al Caucas, el 20 d'agost de 1839. Els drets hereditaris de Gúria van passar al seu cosí David II Gurieli, nascut l'1 de novembre de 1802, que va morir el 19 de novembre de 1856 deixant un fill, Jambakur Gurieli (+1902).